# Caitara (Ort)
Caitara (Kaitara) ist eine osttimoresische Siedlung im Suco Fatubessi (Verwaltungsamt Maubisse, Gemeinde Ainaro). Das Dorf befindet sich im Zentrum der Aldeia Caitara, auf einer Meereshöhe von 1199 m. Seine Gebäude liegen verstreut an der Straße von Tutu-Fili nach Caitara, die die Aldeia in Nord-Süd-Richtung durchquert. Südlich schießt sich jenseits der Aldeiagrenze gleich das Dorf Titibauria an. Im Norden endet die Straße am Fluss Oharlefa, wo verstreut einige Häuser stehen. Ein Nebenfluss des Oharlefa fließt westlich von Caitara. Die Flüsse gehören zum System des Nördlichen Laclós gehört.